# Borneospindeljägare
Borneospindeljägare (Arachnothera everetti) är en fågel i familjen solfåglar inom ordningen tättingar.

## Utseende och läte
Borneospindeljägaren är en medelstor spindeljägare med olivgrön rygg och streckad grå undersida. Den är mycket lik gråbröstad spindeljägare, men är tydligare streckad och något större. Även långnäbbad solfågel kan uppvisa atreckning på bröstet, men är mycket större med längre näbb och gulaktig undersida. Fågeln är ibland ljudlig, med högljudda, nasala och raspiga läten.

## Utbredning och systematik
Fågeln förekommer i bergstrakter på norra, östra och centrala Borneo. Den behandlas ofta som underart till javaspindeljägare (A. affinis).

## Levnadssätt
Borneospindeljägaren förekommer i låglänta områden och lägre bergstrakter. Den hittas i skog och skogsbryn där den framför allt lever av nektar i undervegetationen. Den föredrar blommor hos banan och ingefära.

## Status
IUCN erkänner den inte längre som egen art, varför den inte placeras i någon hotkategori.

## Namn
Fågelns svenska och vetenskapliga artnamn hedrar Alfred Hart Everett (1848-1898), engelsk administratör i Sarawak 1872-1890, naturforskare och samlare av specimen i Filippinerna och Ostindien.